# Semión Kurkotkin
Semión Kurkotkin (Rámenskoye, Imperio Ruso, 13 de febrero de 1917 - Moscú, Unión Soviética, 16 de septiembre de 1990) fue un militar ruso, Mariscal de la Unión Soviética desde 1983.
Kurkotkin nació cerca de Moscú y asistió a un colegio técnico en la capital antes de unirse al Ejército Rojo en 1937. Completó la escuela de tanques Oriol en 1939 y una escuela política en 1941. Durante la Segunda Guerra Mundial Kurkotkin luchó en la división blindada para convertirse en un comandante de la brigada. Kurkotkin luchó con el frente de Vorónezh y más adelante el 1.º Frente Ucraniano.
Después de la guerra, el teniente coronel Kurkotkin asistió a la Academia de las Fuerzas Armadas Malinovski y se convirtió en comandante de la división de tanques en 1951. Completó la Academia del Estado Mayor en 1958 y fue ascendido a General.
Comandó el distrito militar del Cáucaso entre 1968 y 1971 y las fuerzas soviéticas estacionadas en Alemania Oriental desde 1971. Kurkotkin fue nombrado ministro auxiliar de la defensa en 1972. En 1988 se convirtió en Inspector general del Grupo de Inspectores Generales del Ministerio de Defensa de la URSS.

## Condecoraciones
- Héroe de la Unión Soviética (18 de febrero de 1981, Medal N.º 11,452)
- Cinco Órdenes de Lenin (31 de octubre de 1967, 11 de febrero de 1977, 31 de mayo de 1980, 18 de febrero de 1981, 19 de febrero de 1986)
- Orden de la Revolución de Octubre (mayo de 1972)
- Tres Órdenes de la Bandera Roja (19 de febrero de 1942, 31 de enero de 1943, 7 de octubre de 1944)
- Orden de Kutúzov, 2.ª clase (abril de 1945)
- Orden de Bogdan Jmelnytsky, 2.ª clase (mayo de 1945)
- Dos Órdenes de la Guerra Patria, 1.ª clase (18 de mayo de 1944, 6 de abril de 1985)
- Orden de la Estrella Roja (20 de abril de 1953)
- Orden del Servicio a la Patria en las Fuerazas Armadas de la URSS, 3.ª clase
- Medalla por el Fortalecimiento de la Cooperación Militar
- Medalla al Servicio Distinguido en la Protección de las Fronteras del Estado
- Medalla por la Liberación de Praga
- Orden de Sukhbaatar (Mongolia)
- Orden de la Bandera Roja (Mongolia)
- Orden al Mérito por la Patria, 1.ª clase (Alemania Oriental)
- Dos Órdenes de Scharnhorst (Alemania Oriental)
- Comandante de la Order of Polonia Restituta (Polonia)
- Cruz del Valor (Polonia)
- Orden de la Bandera Roja de Checoslovaquia (Checoslovaquia)
- Orden Tudor Vladimirescu, 1.ª clase (Rumanía)